# Campionati internazionali Rugby Europe
I Campionati internazionali Rugby Europe (in inglese Rugby Europe International Championships) sono l'insieme dei tornei per squadre nazionali maschili organizzati su base annuale da Rugby Europe, organismo continentale di governo del rugby a 15.
La vittoria nella divisione maggiore di tali campionati, la cui partecipazione è riservata a tutte le nazionali europee escluse quelle del Sei Nazioni, conferisce alla squadra vincitrice il titolo di campione d'Europa.
Istituiti nel 1936 dalla FIRA – nome originario di Rugby Europe – come campionato a divisione unica che si tenne a Berlino quale evento a latere dei Giochi olimpici di quell'anno, hanno conosciuto successive variazioni regolamentari e di formato, acquisendo regolarità di svolgimento solo dalla loro sesta edizione del 1965, allorquando assunsero cadenza annuale e, talora, biennale.
Fino al 1997 il torneo vedeva la partecipazione di tutte le maggiori federazioni dell'Europa continentale e fornì un palco internazionale a Paesi emergenti, uno su tutti l'Unione Sovietica, quattro volte seconda negli anni ottanta.
Nel 1999 Italia e Francia abbandonarono il torneo per dedicarsi solamente al Sei Nazioni (così rinominato con l'ammissione della citata Italia nel 2000).
Benché la partecipazione esclusiva alle federazioni europee risalga solo al 1999 (Marocco e Tunisia, membri della FIRA, erano partecipanti regolari alla competizione), World Rugby riconosce piena continuità con la precedente versione di torneo, la Coppa FIRA e, prima ancora, la Coppa delle Nazioni, contestualmente equiparando le vittorie in tali tornei alla conquista del campionato d'Europa a tutti i fini sportivi.
Dal 1999-2000 la prima divisione del torneo (Campionato) è la massima competizione per le squadre europee del livello immediatamente inferiore a quello del Sei Nazioni: in ragione di ciò, nel linguaggio giornalistico fu definita «Sei Nazioni B» anche in considerazione dell'allora comune composizione a sei squadre e la coincidenza del calendario degli incontri delle due competizioni le quali, tuttavia, non hanno alcun punto di contatto in quanto facenti capo a due organizzazioni distinte.
Il record assoluto di vittorie (considerando quindi l'intero albo d'oro a partire dal 1936) appartiene alla Francia che, su 31 partecipazioni fino al 1997, ha chiuso al primo posto per 25 volte e 5 al secondo; i Bleus precedono la Georgia, 17 vittorie a tutto il 2025, tutte conseguite dopo l'uscita di Francia e Italia dal torneo.
La Romania vanta 10 vittorie, 5 conseguite prima del 1997 e altrettante dopo.
L'Italia vanta una vittoria nel 1997, coincidente con l'ultima edizione cui prese parte, oltre a nove secondi e otto terzi posti; anche il Portogallo vanta una vittoria, conseguita dopo la ristrutturazione del 1999.
La prima divisione di torneo, che nel formato in vigore al 2025 si disputa tra 8 squadre, ha assegnato 54 titoli di campione d'Europa al 2024-25; essa - e in passato anche le divisioni inferiori - è periodicamente usata come torneo di qualificazione europeo alla Coppa del Mondo.
Campione in carica è la Georgia, vincitrice dell'edizione 2024-25 e proveniente da una serie di 8 vittorie consecutive.

## Storia

### Le origini
Nel 1931 la Francia fu rimossa dal Cinque Nazioni, competizione alla quale era stata ammessa nel 1910.
Le quattro Home Union (Galles, Inghilterra, Irlanda e Scozia) imputavano alla Fédération Française de Rugby (FFR) di non avere accolto le loro richieste di abolire il campionato nazionale il quale, a loro dire, favoriva la ricerca della vittoria a scapito del fair-play e, data la natura economica delle società rugbistiche francesi, introduceva surrettiziamente il professionismo – sebbene mascherato – nonché indisciplina e gioco violento.
All'epoca nelle Isole Britanniche non esisteva alcuna competizione periodica di club, mentre nel continente la stessa Francia (dal 1896), l’Italia (dal 1929) e la Romania (dal 1913) organizzavano un proprio campionato nazionale su base annuale e a svolgimento regolare; le citate Francia e Romania, nonché gli Stati Uniti, avevano presentato una selezione nazionale ufficiale al torneo rugbistico olimpico di Parigi del 1924.
Inoltre, dopo gli incidenti occorsi durante quest'ultima competizione, l'International Rugby Football Board (IRFB, oggi World Rugby) impose un veto di fatto alla ripresa di qualsiasi torneo a cinque cerchi, rendendo quindi la citata edizione del 1924 l’ultima, almeno per quanto riguarda il XV.
La FFR si fece quindi capofila di un movimento alternativo all'IRFB e, nel 1934, in una riunione ad Hannover con i rappresentanti delle federazioni tedesca, italiana, belga, catalana, spagnola, olandese e portoghese cui si aggiunsero lettere di approvazione e adesione da parte delle federazioni cecoslovacca, svedese e svizzera, fu varato l'atto costitutivo e lo statuto di quella che fu battezzata Fédération Internationale de Rugby Amateur (Federazione Internazionale di Rugby Amatori, secondo la stampa italiana dell’epoca).
Tra i primi atti della neonata confederazione figurò il varo di un campionato internazionale, il Torneo FIRA, la cui prima edizione, tenutasi presso lo Sportplatz Grunewald di Berlino nel maggio 1936, fu ufficiosamente battezzata Trofeo delle quattro nazioni.
Il torneo, che si teneva a due mesi dall’inizio delle undicesime Olimpiadi, costituiva un tentativo neppure troppo celato di spingere il Comitato Olimpico Internazionale a riammettere il rugby ai Giochi.
Dal punto di vista del richiamo il Torneo FIRA 1936 – cui peraltro il CIO neppure conferì lo status di evento dimostrativo – registrò un'affluenza media di circa tre-quattromila spettatori a partita e mostrò un buon livello di rugby.
Ad esso presero parte la squadra di casa della Germania, la Francia, l'Italia e la Romania e fu strutturato a eliminazione diretta: nelle due semifinali, la Francia batté 25-5 i romeni mentre l'Italia fu battuta 8-19 dai tedeschi.

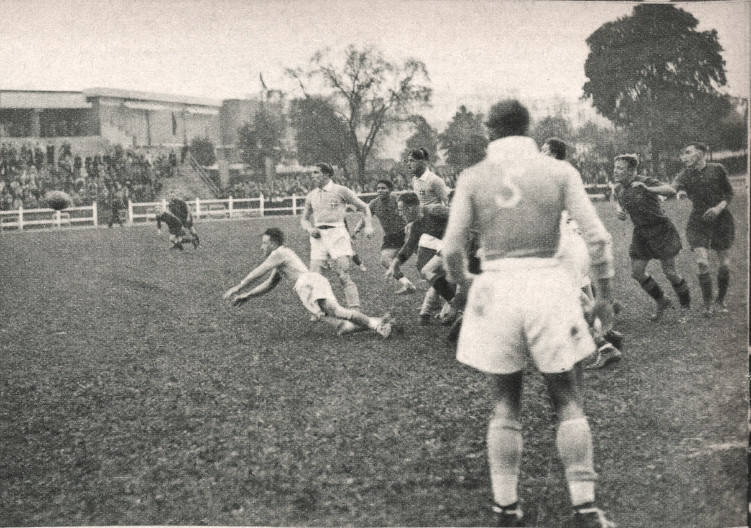
Gara di barrage tra e al Jean Bouin di Parigi, Torneo 1937

Gli Azzurri conquistarono il terzo posto battendo 8-7 la Romania, mentre in finale fu la Francia a prevalere 19-14 sui tedeschi e ad aggiudicarsi il primo dei suoi 25 titoli.
L'assenza dell'ufficializzazione CIO quale evento dimostrativo non impedì agli osservatori di giudicare il Trofeo delle quattro nazioni il torneo rugbistico a latere delle Olimpiadi meglio organizzato nonché più qualificato a livello internazionale, potendo vantare alla partenza quattro rappresentative nazionali ufficiali e non club o città come avvenuto in precedenza; ad aumentare il prestigio del torneo rileva il fatto che, comunque, ad arbitrare la finale fu il sudafricano van der Merve, appartenente a una federazione dell'IRFB.
L'anno successivo, a latere dell'Esposizione universale di Parigi, si tenne nella capitale francese la seconda edizione del torneo, cui alle quattro partecipanti del 1936 si aggiunsero Belgio e Paesi Bassi.
Con le due finaliste uscenti Francia e Germania ammesse di diritto alle semifinali, si tennero due gare di barrage in cui l'Italia eliminò il Belgio e la Romania fece altrettanto con i Paesi Bassi.
La finale fu tra Italia e Francia al Parco dei Principi, e fu vinta dai padroni di casa 43-5.
La Germania si aggiudicò il terzo posto battendo la Romania.
Ranghi ridotti, altresì, per la terza edizione del torneo, tenutasi a Bucarest nel 1938: presenti solo Germania, Francia e i padroni di casa della Romania, la competizione si tenne nell'arco di una settimana a girone unico, e fu di nuovo la Francia a laurearsi campione per la terza volta consecutiva.
Fu, quella, l'ultima edizione prima della guerra, e di fatto l'ultimo atto ufficiale della FIRA per un decennio.

### Il dopoguerra

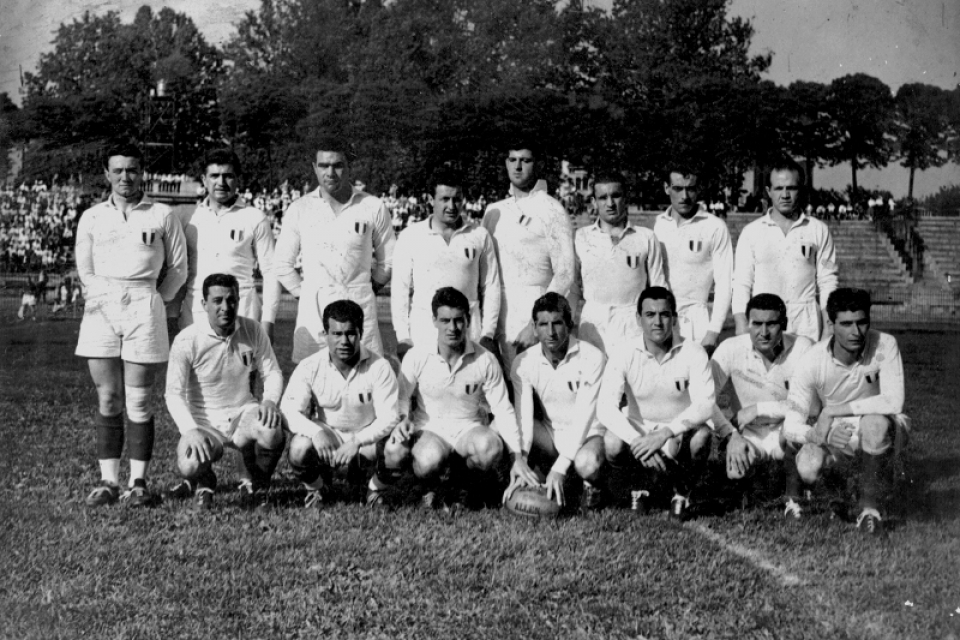
La squadra italiana all'Arena di Milano prima della finale 1952 contro la Francia

La FIRA riprese le sue attività nel 1948 con il congresso di Milano, ma fu non prima di quello di Parigi del 1951 che si tornò a prendere in esame il ripristino del campionato, varato con il nuovo nome di Coppa Europa e strutturato a challenge: la squadra campione uscente avrebbe reso visita alla sfidante emersa da un torneo a eliminazione.
La prima edizione del rinnovato torneo, e quarta assoluta, si tenne nel 1952 e vide in lizza, nel ruolo di sfidanti, Belgio, Germania Ovest, Italia e Spagna.
Fu l'Italia a vincere sui tedeschi la finale degli sfidanti e ad affrontare la Francia all'Arena di Milano; la nazionale transalpina si impose 17-8 vincendo il suo quarto titolo europeo.

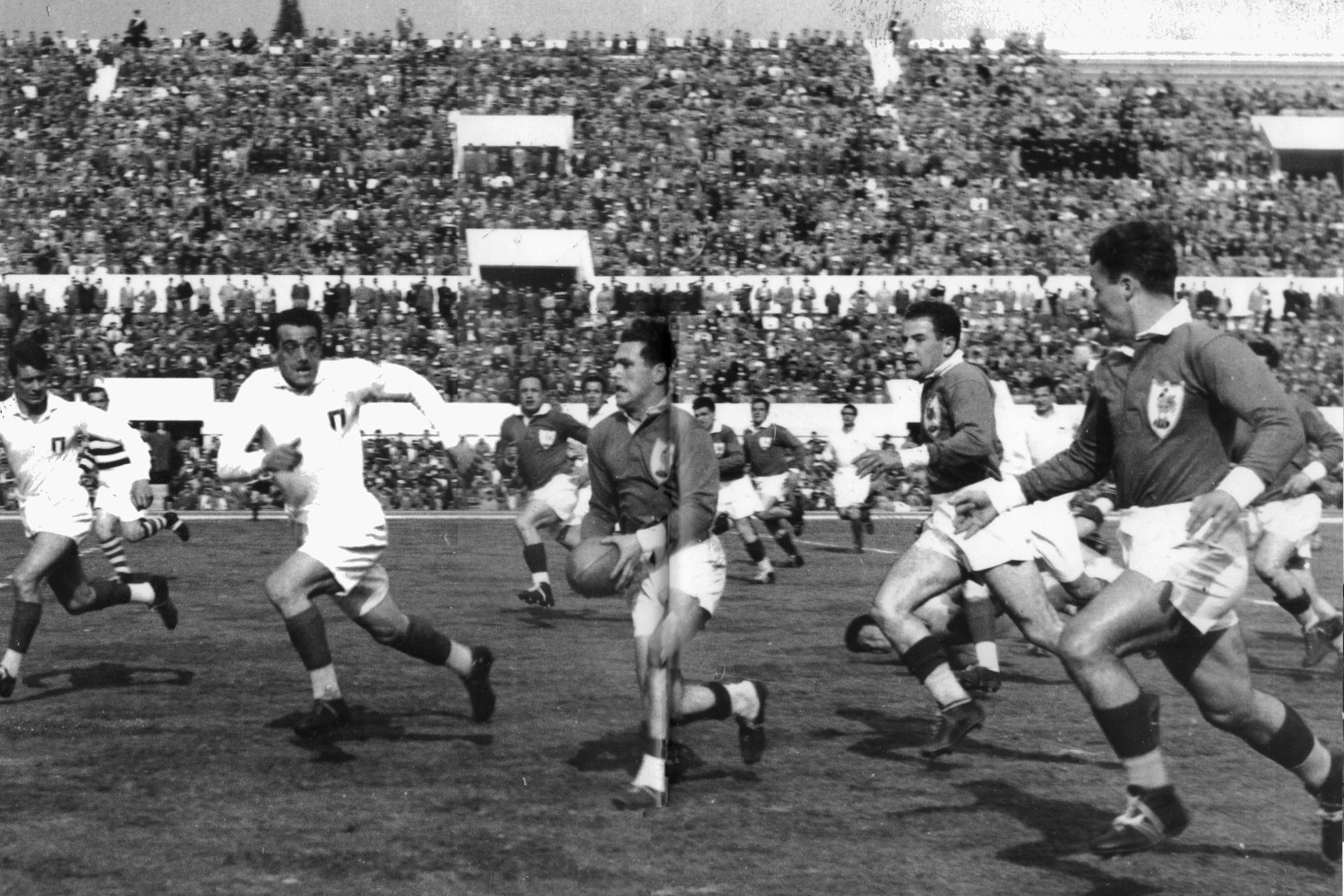
La finale 1954 tra Italia e Francia allo stadio dei Centomila di Roma

Di nuovo all'Italia fu affidata l'organizzazione della Coppa Europa 1954, che vide l'adesione di tutte le squadre della passata edizione più Portogallo, Paesi Bassi e Romania, anche se le ultime due si ritirarono prima della stesura dei calendari.
Il torneo si svolse a Treviso, Parma e Napoli e la finale si tenne a Roma presso il recentemente ultimato stadio dei Centomila – non ancora ribattezzato ufficialmente Olimpico – dove la Francia batté gli Azzurri 39-12 aggiudicandosi il quinto titolo europeo consecutivo e assoluto.
Le due citate edizioni furono per lungo tempo le ultime disputate, in quanto si dovette attendere più di un decennio, e una riforma regolamentare, per tornare a parlare di torneo europeo: solo nel 1965 fu varata la Coppa delle Nazioni FIRA, una nuova versione della competizione strutturata a girone unico e su divisioni di merito con meccanismo di promozione e retrocessione.
Ai fini della classifica, in ogni incontro vi furono in palio tre punti per la vittoria e due per il pareggio; la sconfitta valeva un punto e alla squadra che dichiarasse forfait non venivano assegnati punti.
Le squadre ammesse a tale prima divisione di torneo furono, oltre a Francia e Italia, Germania Ovest, Romania e Cecoslovacchia.
Anche la rinnovata versione di torneo fu dominata dalla Francia, campione a punteggio pieno, davanti all'Italia.
L'anno successivo, a parte l'ennesima vittoria francese, si registrarono l'arrivo del Marocco, prima compagine extraeuropea a partecipare al torneo, e la prima retrocessione, da parte del Portogallo, mentre l'Italia, sconfitta 13-60 a Tolone, rinunciò a partecipare all'edizione 1967-68, ancora appannaggio francese per l'ottava volta in otto edizioni.

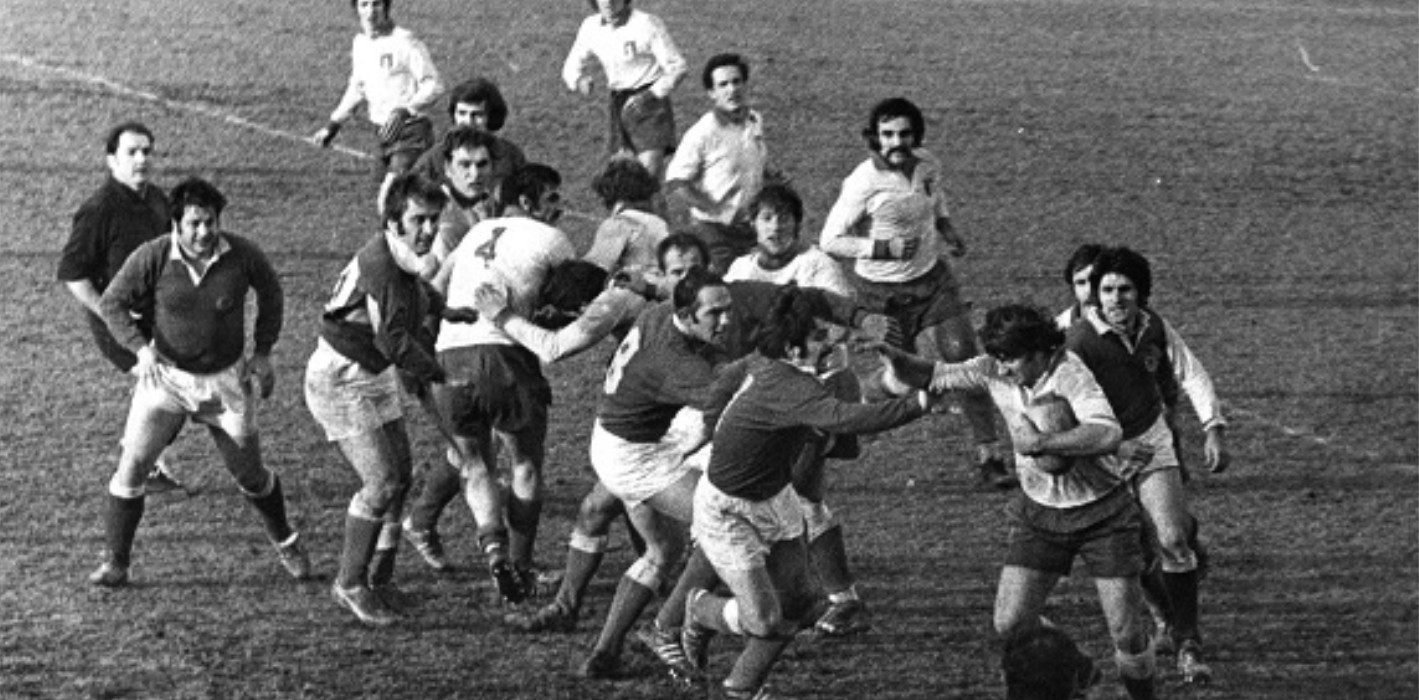
Incontro ad Aosta tra e, seconda divisione 1972-73

Fu la Romania a interrompere il dominio della Francia in occasione della nona edizione del 1968-69: a Bucarest i Bleus subirono la loro prima sconfitta di sempre nella storia della competizione e tale risultato proiettò i rumeni in testa al torneo e alla vittoria finale a punteggio pieno; l'Italia, dopo il forfait precedente, fu retrocessa d'ufficio in seconda divisione dalla quale risalì immediatamente a seguito delle vittorie su Jugoslavia e Bulgaria, sue avversarie di torneo.
I francesi ripresero fin dall'edizione successiva la supremazia sulla competizione: riservando ormai la selezione maggiore solo al test match contro la Romania, vinsero il proprio nono titolo a punteggio pieno.
Vincendo la seconda divisione, altresì, il Marocco divenne la prima extraeuropea a disputare il torneo per il titolo di campione.
Fu, ancora, la Francia a dominare le ultime tre edizioni chiamate Coppa delle Nazioni: all'assemblea FIRA di Bruxelles del 1971 le federazioni italiana, portoghese, svedese, spagnola e jugoslava proposero che il nome della competizione cambiasse in Campionato europeo al fine di meglio esplicitarne la natura ai fini sportivi e faleristici presso i propri governi e comitati olimpici.
Con la stessa motivazione, anche la federazione cecoslovacca ribadì la proposta nell'assemblea di Parigi del 1972; fu quindi deliberata la trasformazione da Coppa delle Nazioni a Campionato FIRA e, successivamente, Coppa FIRA a partire dall'edizione 1973-74.

### La Coppa FIRA

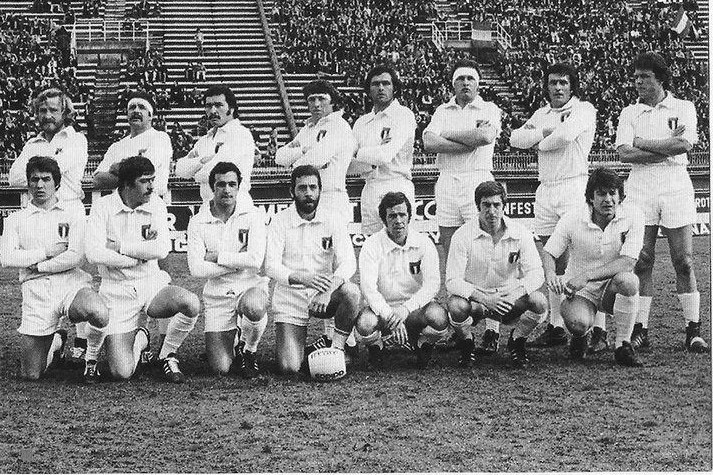
al Flaminio di Roma contro la, Coppa FIRA 1974-75

Nel 1973 il torneo assunse quella che, in retrospettiva, fu la più duratura denominazione della sua storia.
Il formato a divisioni di merito e a girone unico per quella maggiore rimase stabile per 24 anni e 17 edizioni.
Il decennio che fece seguito alla ridenominazione del torneo fu tra i più interessanti del rugby dell'Europa continentale: l'egemonia della Francia si diluì, tanto che, dei dieci titoli successivi, quattro furono appannaggio della Romania che, all'epoca, contava su circa 13500 praticanti rispetto ai 1500 dell'immediato dopoguerra.
I romeni esordirono nel torneo 1974-75 battendo in casa propria la Francia e su quella vittoria costruirono la conquista del loro secondo titolo europeo; l'Italia, anch'essa visitatrice a Bucarest, impose ai romeni un 3-3 che, visti i risultati successivi, fu un'occasione persa di vincere il torneo.

Italia – URSS a Roma, Coppa FIRA 1978-79

L'edizione 1976-77, oltre a registrare il punteggio pieno dei romeni e la loro terza vittoria, vide anche il debutto a livello internazionale dell'Unione Sovietica, formazione che già nella stagione successiva conquistò la promozione in massima divisione e si dimostrò in grado di lottare per il titolo.
La quarta Coppa della Romania coincise con l'avvento degli anni ottanta: unica formazione del campionato capace fino ad allora di battere la Francia, in tale edizione si impose ancora più nettamente che in passato, infliggendo ai Bleus una battuta d'arresto per 15-0 e rivincendo il titolo a punteggio pieno con una giornata d'anticipo.

L'Aquila: Alessandro Fusco esce da una mischia contro la, Coppa FIRA 1985-87

L'ultimo titolo romeno della competizione ante-riforma è del 1983; avversaria di quella stagione fu l'Italia, fino all'ultima partita in corsa per il titolo, grazie anche a una competitiva Unione Sovietica che vinse in Francia sulla squadra B (nello stesso fine settimana in cui la maggiore, nello stesso torneo, fu sconfitta dalla Romania) e perse di misura a Kiev contro la Romania e a Catania contro l'Italia.
La stessa Italia, per la prima volta nella sua storia, era riuscita a non perdere contro la Francia, avendole imposto un pareggio 6-6 a Rovigo.
A titolo statistico, la Germania Ovest retrocedette e non conobbe più la prima divisione fino al 2008, quando da 18 anni era riunificata con l'ex Germania Est.
Dal 1985 il torneo assegnò il titolo a cadenza biennale: quelle che fino ad allora erano singole edizioni annuali di torneo, da tale data ne divennero il girone d'andata e di ritorno su un periodo di due anni; il successivo titolo fu quindi assegnato nel 1987, a ridosso della prima edizione della Coppa del Mondo, e fu appannaggio per la ventunesima volta della Francia davanti a Unione Sovietica e Romania; a scendere di categoria furono Tunisia e Portogallo.
Identico ordine d'arrivo si ebbe due anni più tardi nel 1989 e, di nuovo, dopo un solo anno nel 1990 (competizione ridotta per permetterne l'utilizzo anche come qualificazione europea alla Coppa del Mondo 1991; l'incontro tra Marocco e Tunisia della seconda divisione rientrava nel quadro delle qualificazioni per la zona africana).
Con l'entrata nell'ultimo decennio cambiò la geografia della competizione, anche a seguito dei mutamenti geopolitici di quel periodo: nel corso della Coppa FIRA 1990-92 l'Unione Sovietica disputò e vinse in Spagna il suo ultimo incontro di sempre prima della dissoluzione del Paese a fine 1991, ma la squadra terminò il torneo sotto la bandiera della Comunità degli Stati Indipendenti prima di sciogliersi definitivamente.
La Romania, ancora terza nel 1990, perse gran parte degli elementi migliori a seguito della rivoluzione che scoppiò nel Paese a dicembre 1989: i giocatori della nazionale, infatti, erano quasi tutti militari delle Forze Armate o agenti di polizia e con il nuovo assetto politico post-socialista che seguì la rivoluzione i club sportivi non furono più finanziati dallo Stato, con conseguente crollo dei praticanti; durante le rivolte di natale 1989, inoltre, a un posto di blocco fu ucciso il trentaquattrenne terza linea della nazionale Florică Murariu, che fuori dall'attività sportiva era un ufficiale dell'esercito romeno, colpito da alcuni insorti armati.
La Jugoslavia, che aveva partecipato anch'essa alle qualificazioni mondiali del 1991, si presentò al torneo 1990-92 in veste ridotta, di fatto l'unione tra Serbia e Montenegro, e neppure terminò il torneo di 3ª divisione perché il consiglio di sicurezza delle Nazioni Unite aveva deliberato l'embargo del Paese e il bando sportivo di qualsiasi sua rappresentativa nazionale, con conseguente esclusione dalla competizione (Art. 8/b risoluzione 727 del 30 maggio 1992).

Mark Giacheri a Treviso nella vittoria italiana 16-9 sulla Francia, 1993

Nonostante il venticinquesimo (e ultimo) successo ottenuto nel 1992-94, in tale edizione una rappresentativa nazionale francese subì la sua prima sconfitta di sempre contro l'Italia: a Treviso, infatti, i Bleus furono sconfitti 9-16 dagli Azzurri, anche se tale partita non figura tra i test match non avendo la FFR dato lo status di squadra maggiore alla formazione francese scesa in campo; nell'ultima giornata l'Italia perse contro la Romania e a fine torneo vi fu un arrivo in testa a tre alla pari che favorì la Francia per miglior differenza punti fatti/subiti.
Anche tale edizione di torneo fu utilizzata per le qualificazioni mondiali, segnatamemte per quelle del 1995 in Sudafrica.
Il 25 agosto 1995 l'IRFB rimosse il vincolo del dilettantismo dal rugby a XV e allacciò con la FIRA relazioni che portarono al ridimensionamento de facto di quest'ultima, non essendo possibile la convivenza di entrambe le organizzazioni a livello mondiale.
Nel 1994-95 la FIRA aveva organizzato una competizione senza titolo europeo in palio, al solo scopo di creare la graduatoria per la successiva edizione 1995-97; a tale torneo di transizione non presero parte Francia, Italia e Romania, qualificati alla Coppa del Mondo 1995 e ammessi alla prima divisione europea.

Logo storico della F.I.R.A. e del torneo fino al 1999

Furono proprio Italia e Francia a dominare a punteggio pieno i rispettivi gironi in cui fu suddivisa la trentunesima edizione del campionato, partita a ottobre 1995 a Buenos Aires in occasione di un incontro di Coppa Latina tra Azzurri e romeni che valse anche per il torneo della FIRA; per gli altri incontri, nei rispettivi gironi sia la F.I.R. che la F.F.R. inviarono in campo la nazionale militare e quella A.
La finale avrebbe dovuto tenersi nel 1996, ma gli impegni internazionali fecero slittare di quasi un anno l'incontro, che si tenne il 22 marzo 1997 a Grenoble mentre il torneo di transizione 1996-97 era ancora in corso.
L'Italia colse al contempo la prima vittoria contro la nazionale maggiore francese (40-32) nonché la prima, e a posteriori l'ultima, affermazione nel torneo continentale.
La conquista del titolo europeo e la vittoria convincente sulla Francia fornirono un sostegno decisivo agli sforzi italiani di entrare nel Cinque Nazioni, premiati un anno più tardi con l'ammissione a partire dal 2000.
A seguito di ciò l'Italia abbandonò il torneo FIRA, e la Francia fece lo stesso.
Al congresso di Biarritz del 1999, infine, la FIRA sancì anche a livello ufficiale l'integrazione con l′IRFB con la contestuale trasformazione da organizzazione indipendente e alternativa al Board a confederazione a esso affiliata con giurisdizione sul continente europeo; il nuovo soggetto conservò l′acronimo FIRA nel nome e assunse la denominazione ufficiale, in francese, di FIRA – Association Européenne de Rugby.
I 27 membri extraeuropei dei 60 che la FIRA contava all'epoca furono disaffiliati e inviati alle rispettive confederazioni continentali.

### Il campionato europeo delle nazioni

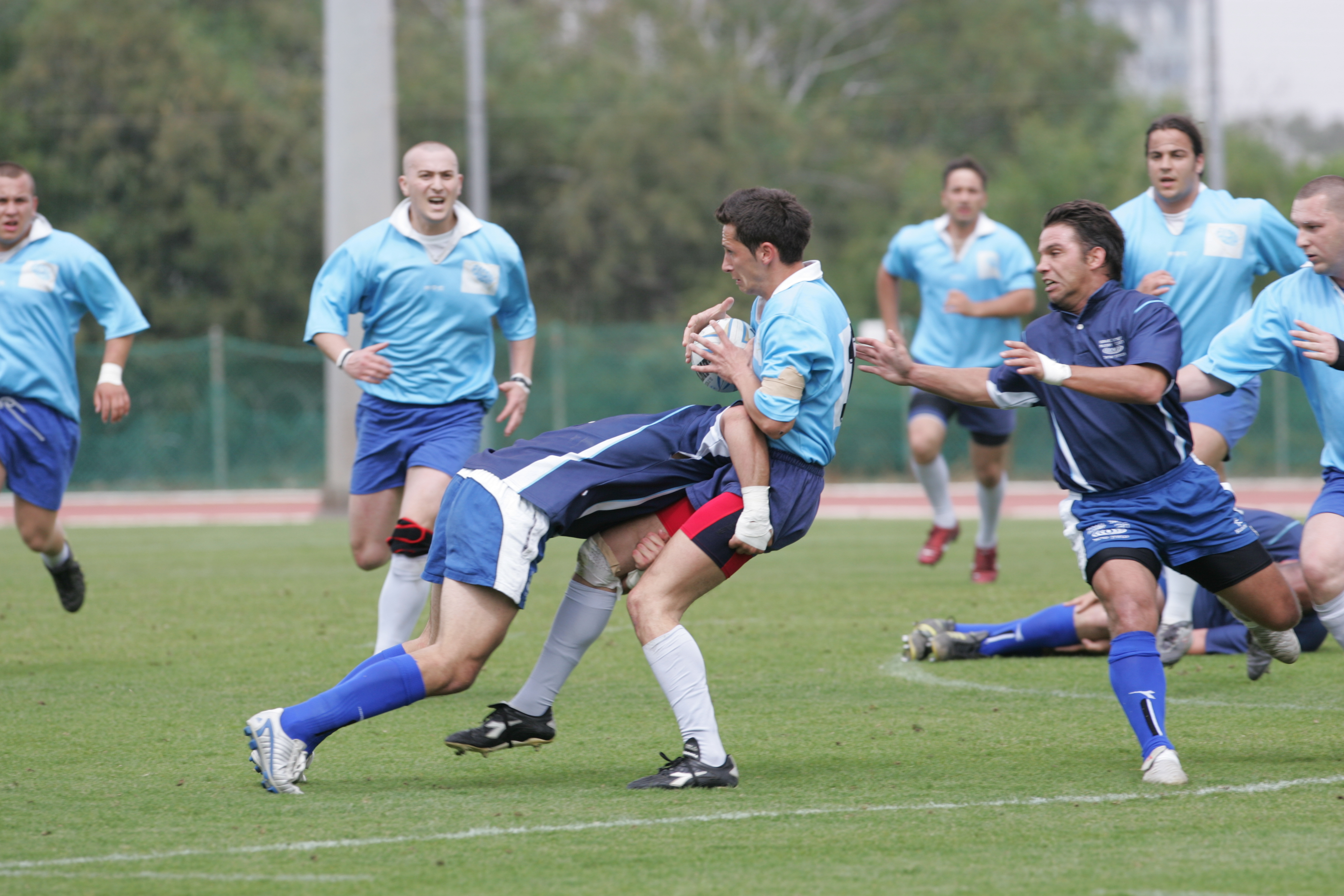
-, 3ª divisione 2006-08

La competizione, nella sua nuova veste senza più Italia e Francia, fu rinominata Campionato europeo delle nazioni e ristrutturata in chiave di torneo riservato alle migliori squadre continentali immediatamente alle spalle di quelle del Sei Nazioni, circostanza che portò alla creazione del termine giornalistico di  «Cinque Nazioni B» e, successivamente, «Sei Nazioni B»; il parallelismo fu favorito anche dal fatto che la prima divisione di torneo fu allineata, nella composizione e nei fine settimana di disputa, a quelle dello stesso Sei Nazioni.
La composizione delle divisioni fu determinata dal torneo preliminare che si tenne un anno prima tra le squadre di terza e quarta divisione europea.
Il titolo fu appannaggio della Romania, alla sua sesta affermazione assoluta nella competizione.
Nelle successive cinque edizioni non si registrarono vittorie consecutive: ai romeni fece seguito nel 2001 la Georgia, alla sua prima affermazione assoluta e in procinto di dominare il palmarès del XXI secolo.
Ancora la Romania nel 2002, in un'edizione che qualificava le prime due alla Coppa del Mondo 2003 in Australia.

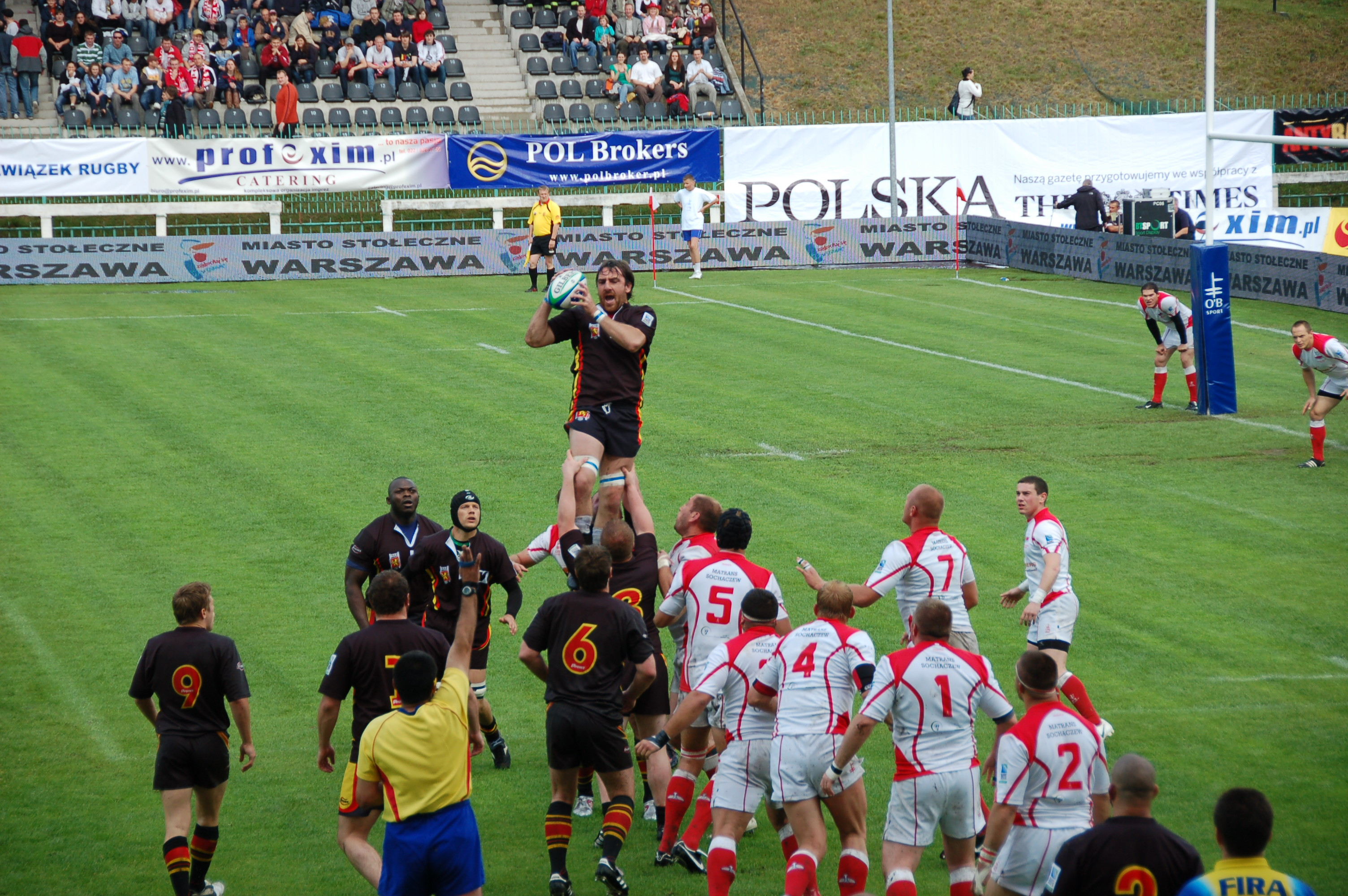
-, 2ª divisione 2008-10

A partire dal 2002 il torneo assunse cadenza biennale, con titolo e retrocessioni decretate dalla somma delle due classifiche annuali: in tale edizione si registrò la prima vittoria di sempre del Portogallo, al 2025 la più recente.
Il campionato 2004-06, utilizzato anche per la qualificazione alla Coppa del Mondo 2007, vide l'ottava affermazione assoluta della Romania, nonché la sua qualificazione, insieme a Georgia e Portogallo, alla rassegna mondiale; l'edizione successiva, vinta per la seconda volta dalla Georgia, vide anche il ritorno della Germania in prima divisione dopo 25 anni.

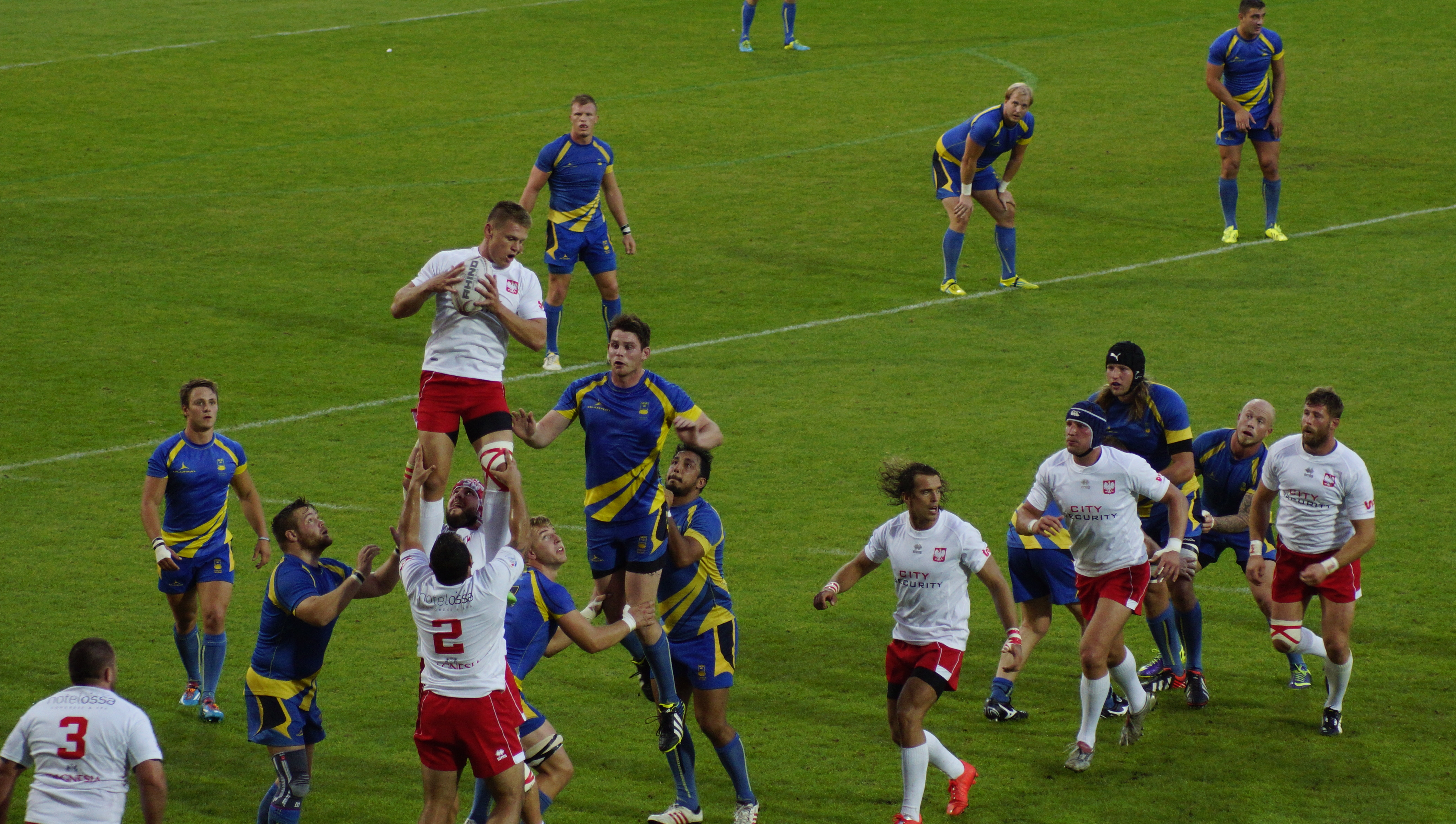
-, 2ª divisione 2014-16

Dal 2008, pur mantenendo il ciclo biennale, il campionato tornò ad assegnare il titolo europeo alla fine di ogni stagione; la classifica combinata ogni due anni servì quindi per determinare i campioni delle divisioni inferiori e le retrocessioni, incluse quelle dalla prima divisione.
Nel 2009, quindi, campione fu la Georgia, prima squadra dal 1994 a vincere il torneo da detentore, mentre l'anno successivo toccò di nuovo alla Romania, al suo nono titolo.
Dal 2010, inoltre, FIRA - AER abbandonò lo storico sistema che conferiva tre punti alla vittoria e non ne assegnava alcuno solo in caso di forfait di una squadra, per adottare quello a bonus dell'Emisfero Sud.
Le successive tre biennalità furono un monologo della Georgia, che si assicurò sei campionati consecutivi.
Nel 2016 Rugby Europe (nome assunto due anni prima da FIRA - AER) annunciò la ristrutturazione dell'intero sistema di campionati e il ritorno alla base annuale.

### I Campionati internazionali Rugby Europe

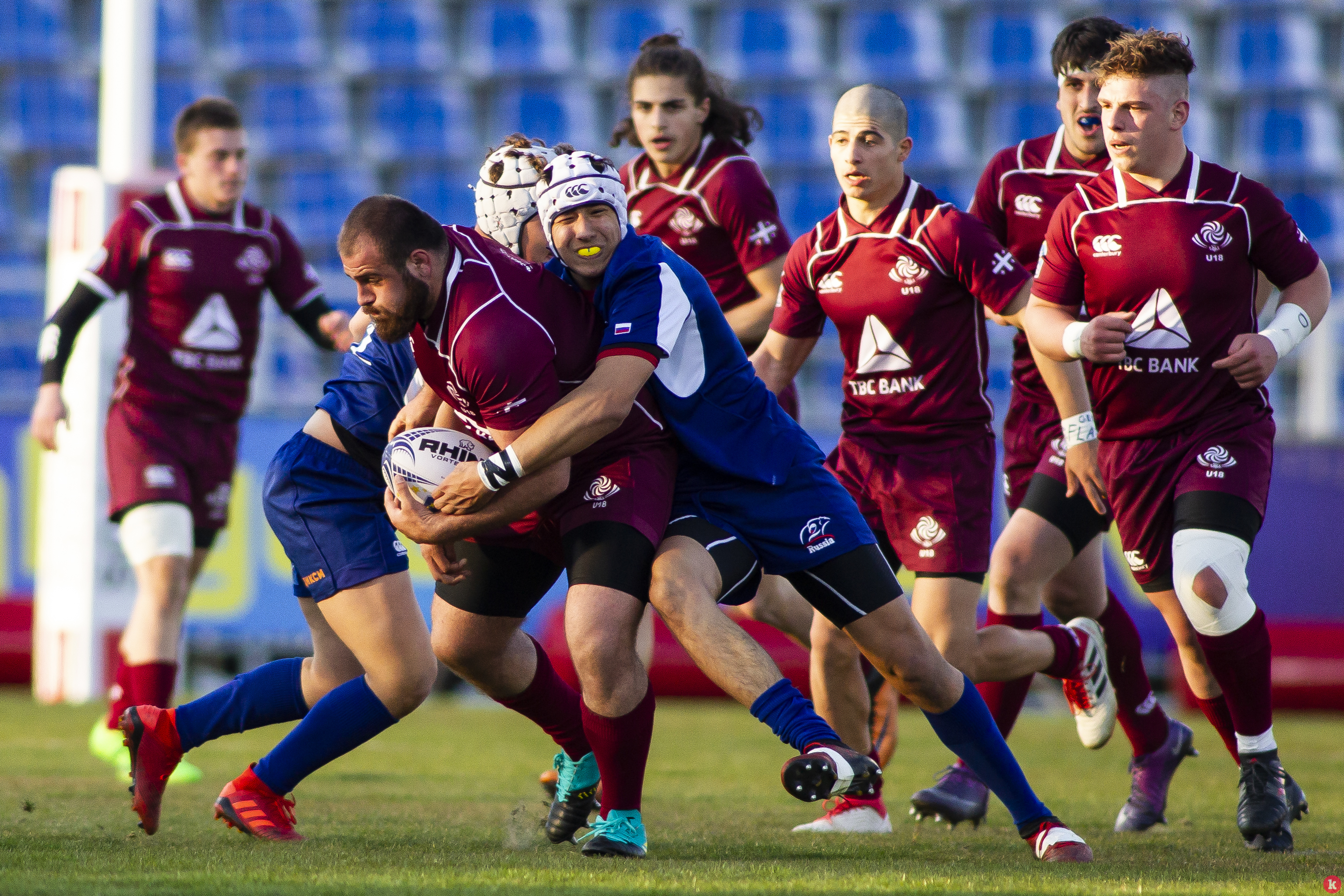
-, Campionato europeo 2019

Al congresso londinese del 2015 Rugby Europe varò la ristrutturazione del campionato europeo, rinominando a partire dalla stagione 2016-17 l'intero insieme dei tornei che lo compongono Rugby Europe International Championships (o REIC) e riducendo a cinque i livelli, fermo restando il titolo di campione riservato alle sei squadre di prima divisione. 
Come accaduto nel 2000, fu la Romania a inaugurare con la vittoria il nuovo cambio di nome del torneo e a incamerare il suo decimo titolo europeo, anche se a tutto il 2025 è il suo titolo più recente: nel 2018 passò nelle mani della Georgia e vi è rimasto fin da allora, avendo questa al 2025 vinto il proprio diciassettesimo campionato, ottavo consecutivo.
Inoltre dal 2023 vige un'ulteriore variazione regolamentare, in base alla quale il campionato è allargato a 8 squadre suddivise in due gironi, le prime due di ciascuno dei quali concorrono alla vittoria del titolo finale.

## Formato
Dal 2024 lo schema dei Campionati Internazionali prevede tre livelli piramidali:
- Campionato propriamente detto (in inglese Championship), che si disputa tra 8 squadre e assegna il titolo di campione d'Europa[99];
- Trofeo (in inglese Trophy), seconda divisione continentale, che si disputa tra 6 squadre[99];
- Conference, che si disputa tra tutte le altre compagini continentali ed è strutturato a gironi per contiguità geografica, laddove possibile[99].

Per ogni incontro non delle fasi a eliminazione, il punteggio ai fini delle classifiche è di 4 punti per la vittoria, 2 ciascuno per il pareggio, 0 per la sconfitta, 1 alla squadra sconfitta se perde con 7 o meno punti di scarto, e 1 alla squadra, o alle squadre, che segnino almeno 4 mete, indipendentemente dal risultato finale.

### Campionato europeo

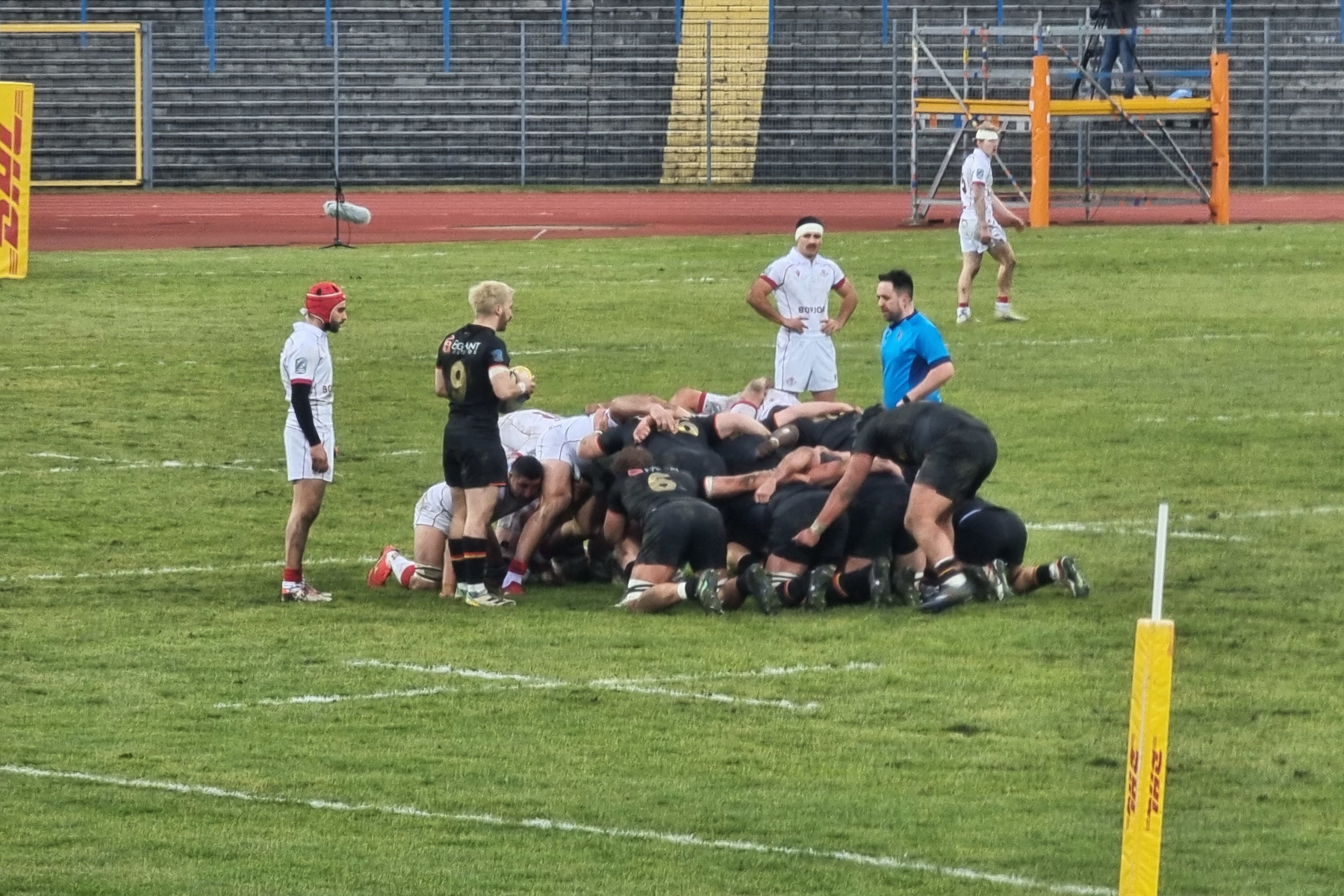
-, Campionato europeo 2024

Il campionato, che assegna il titolo europeo, presenta 8 squadre ripartite in due gironi da quattro.
- ogni squadra incontra tutte quelle del proprio girone in gara di sola andata (3 incontri)
- nella fase a eliminazione diretta:

- le squadre al terzo e quarto posto d'ogni girone si incontrano per i posti dal quinto all'ottavo (2 incontri).
- le squadre al primo e secondo posto d'ogni girone si incontrano per il titolo di campione.

Nell'ultima giornata di torneo si tengono le quattro finali per l'assegnazione di tutti i posti dal primo all'ottavo.
Mentre il titolo di campione d'Europa si assegna annualmente, le promozioni e retrocessioni hanno un ciclo biennale.
Ciò significa che per determinare la squadra da retrocedere in seconda divisione si considerano i risultati di due campionati europei consecutivi (primo ciclo quelli delle stagioni 2024-25 e 2025-26, gli altri a seguire).
A ogni posizione per ogni stagione viene assegnato un punteggio indipendentemente dai punti in classifica conseguiti.
La somma dei punteggi ottenuti tramite tale criterio, indicati nella tabella sottostante, determina la squadra ultima classificata che retrocede nel Trofeo.
| Posizione | Punti |
| --------- | ----- |
| 1         | 10    |
| 2         | 8     |
| 3         | 6     |
| 4         | 5     |
| 5         | 4     |
| 6         | 3     |
| 7         | 2     |
| 8         | 1     |

A titolo d'esempio, se una squadra finisce al secondo posto nella prima edizione di un ciclo biennale, e al quarto nella seconda edizione, otterrà 8 + 5 = 13 punti per la graduatoria biennale.
In caso due o più squadre terminino con lo stesso punteggio, si procede a spareggiare secondo le seguenti discriminanti, nell'ordine:
- due squadre:
  - miglior rapporto vinte/perse con la squadra a pari classifica
  - miglior differenza punti generale;
  - maggior numero di mete generale;
  - maggior numero di punti generale;
- tre o più squadre:
  - miglior differenza punti generale;
  - maggior numero di mete generale;
  - maggior numero di punti generale[99];

### Trofeo europeo
Il torneo si svolge a girone unico in gare di sola andata.
La graduatoria finale ai fini della promozione e retrocessione è quella data dalla somma dei punti in classifica guadagnati in un ciclo biennale (il primo dei quali, con il nuovo regolamento, è quello relativo alle stagioni 2024-25 e 2025-26).
Tuttavia, la sola promozione sul campo non basta ad assicurarsi la militanza nella massima divisione: vi sono alcuni criteri stilati da Rugby Europe che la federazione della nazionale promossa deve rispettare:
- obbligatorietà della partecipazione della propria selezione U-18 e U-20 al mondiale di categoria
- disponibiltà di un terreno interno omologato per le gare in febbraio/marzo, o in alternativa disponibilità a giocare su un campo neutro;
- sede degli incontri interni a norma delle specifiche emanate da Rugby Europe[100];
- adesione al programma centralizzato di diritti media di Rugby Europe;
- bilancio provvisorio in pareggio per il programma della nazionale maggiore.

In caso la squadra vincitrice del Trofeo non soddisfi la totalità dei suddetti criteri, non viene promossa e al suo posto non subentrano eventuali seconde: il posto in prima divisione non viene assegnato e non vi sono retrocessioni dal Campionato.

### Conference
Il torneo denominato Conference, terzo livello dei Campionati, si tiene tra tutte le altre squadre non facenti parte delle prime due divisioni di torneo (21 alla stagione 2024-25).
Esse sono ripartite in un numero variabile di gironi all'italiana con gare di sola andata.
Ogni anno l'ultima squadra della classifica combinata del Trofeo retrocede in Conference; le due migliori squadre della Conference disputano altresì una finale-promozione per l'accesso al Trofeo.
Per decretare le due squadre migliori, il punteggio ottenuto da ciascuna di esse è diviso per le gare disputate, essendo diverso il numero di concorrenti per ogni girone, e in caso di parità di tale punteggio per gara, prevale la squadra con il maggior numero di mete marcate per incontro e, in subordine, quello dei punti marcati per incontro.
In caso una delle due squadre rinunci al play-off, è automaticamente promossa l'altra; in caso entrambe rinuncino, non vi sono promozioni né retrocessioni tra Conference e Trofeo.

## Trofei accessori
Al pari di quanto avviene nel Sei Nazioni, nel corso della competizione sono assegnati diversi trofei messi in palio dalle federazioni nazionali.
- Coppa Antim, istituita nel 2002 e in palio tra Georgia e Romania. Intitolata ad Antimo d'Iberia (1650-1716), originario della Georgia e vescovo in Valacchia (odierna Romania), simboleggia l'amicizia tra i due popoli e la loro comune fede cristiano-ortodossa[101].
- Coppa Kiselëv, istituita nel 2021 e in palio tra Romania e Russia[102]. Intitolata a Pavel Dmitrievič Kiselëv (1788-1872), militare e politico dell'impero russo che fu governatore in Valacchia e favorì l'unificazione dei principati danubiani. Dopo le prime due edizioni, con un vincitore per parte, il trofeo è rimasto quiescente a seguito della sospensione da World Rugby della federazione russa quale sanzione contro l'aggressione all'Ucraina del 2022[103].

## Albo d'oro
| Edizione | Edizione | Vincitore |
| -------- | -------- | --------- |
| 1        | 1936     | Francia   |
| 2        | 1937     | Francia   |
| 3        | 1938     | Francia   |
| 4        | 1952     | Francia   |
| 5        | 1954     | Francia   |
| 6        | 1965-66  | Francia   |
| 7        | 1966-67  | Francia   |
| 8        | 1967-68  | Francia   |
| 9        | 1968-69  | Romania   |
| 10       | 1969-70  | Francia   |
| 11       | 1970-71  | Francia   |
| 12       | 1971-72  | Francia   |
| 13       | 1972-73  | Francia   |
| 14       | 1973-74  | Francia   |

| Edizione | Edizione | Vincitore |
| -------- | -------- | --------- |
| 15       | 1974-75  | Romania   |
| 16       | 1975-76  | Francia   |
| 17       | 1976-77  | Romania   |
| 18       | 1977-78  | Francia   |
| 19       | 1978-79  | Francia   |
| 20       | 1979-80  | Francia   |
| 21       | 1980-81  | Romania   |
| 22       | 1981-82  | Francia   |
| 23       | 1982-83  | Romania   |
| 24       | 1983-84  | Francia   |
| 25       | 1984-85  | Francia   |
| 26       | 1985-87  | Francia   |
| 27       | 1987-89  | Francia   |
| 28       | 1989-90  | Francia   |

| Edizione | Edizione  | Vincitore  |
| -------- | --------- | ---------- |
| 29       | 1990-92   | Francia    |
| 30       | 1992-94   | Francia    |
| 31       | 1995-97   | Italia     |
| 32       | 1999-2000 | Romania    |
| 33       | 2000-01   | Georgia    |
| 34       | 2001-02   | Romania    |
| 35       | 2002-04   | Portogallo |
| 36       | 2004-06   | Romania    |
| 37       | 2006-08   | Georgia    |
| 38       | 2008-09   | Georgia    |
| 39       | 2009-10   | Romania    |
| 40       | 2010-11   | Georgia    |
| 41       | 2011-12   | Georgia    |
| 42       | 2012-13   | Georgia    |

| Edizione | Edizione | Vincitore |
| -------- | -------- | --------- |
| 43       | 2013-14  | Georgia   |
| 44       | 2014-15  | Georgia   |
| 45       | 2015-16  | Georgia   |
| 46       | 2016-17  | Romania   |
| 47       | 2017-18  | Georgia   |
| 48       | 2018-19  | Georgia   |
| 49       | 2019-20  | Georgia   |
| 50       | 2020-21  | Georgia   |
| 51       | 2021-22  | Georgia   |
| 52       | 2022-23  | Georgia   |
| 53       | 2023-24  | Georgia   |
| 54       | 2024-25  | Georgia   |
| 55       | 2025-26  | -         |

## Riepilogo piazzamenti

### Piazzamenti per edizione
| Edizione | Edizione  | Sede     | Vincitrice | 2ª classificata  | 3ª classificata  |
| -------- | --------- | -------- | ---------- | ---------------- | ---------------- |
| 1        | 1936      | Berlino  | Francia    | Germania         | Italia           |
| 2        | 1937      | Parigi   | Francia    | Italia           | Germania         |
| 3        | 1938      | Bucarest | Francia    | Romania          | Germania         |
| 4        | 1952      | varie    | Francia    | Italia           | Germania Ovest   |
| 5        | 1954      | Italia   | Francia    | Italia           | Italia           |
| 6        | 1965-66   | varie    | Francia    | Italia           | Romania          |
| 7        | 1966-67   | varie    | Francia    | Romania          | Italia           |
| 8        | 1967-68   | varie    | Francia    | Romania          | Cecoslovacchia   |
| 9        | 1968-69   | varie    | Romania    | Francia          | Cecoslovacchia   |
| 10       | 1969-70   | varie    | Francia    | Romania          | Italia           |
| 11       | 1970-71   | varie    | Francia    | Romania          | Marocco          |
| 12       | 1971-72   | varie    | Francia    | Romania          | Marocco          |
| 13       | 1972-73   | varie    | Francia    | Romania          | Spagna           |
| 14       | 1973-74   | varie    | Francia    | Romania          | Spagna           |
| 15       | 1974-75   | varie    | Romania    | Francia          | Italia           |
| 16       | 1975-76   | varie    | Francia    | Italia           | Romania          |
| 17       | 1976-77   | varie    | Romania    | Francia          | Italia           |
| 18       | 1977-78   | varie    | Francia    | Romania          | Spagna           |
| 19       | 1978-79   | varie    | Francia    | Romania          | Unione Sovietica |
| 20       | 1979-80   | varie    | Francia    | Romania          | Italia           |
| 21       | 1980-81   | varie    | Romania    | Francia          | Italia           |
| 22       | 1981-82   | varie    | Francia    | Italia           | Romania          |
| 23       | 1982-83   | varie    | Romania    | Italia           | Unione Sovietica |
| 24       | 1983-84   | varie    | Francia    | Romania          | Italia           |
| 25       | 1984-85   | varie    | Francia    | Unione Sovietica | Italia           |
| 26       | 1985-87   | varie    | Francia    | Unione Sovietica | Romania          |
| 27       | 1987-89   | varie    | Francia    | Unione Sovietica | Romania          |
| 28       | 1989-90   | varie    | Francia    | Unione Sovietica | Romania          |
| 29       | 1990-92   | varie    | Francia    | Italia           | Romania          |
| 30       | 1992-94   | varie    | Francia    | Italia           | Romania          |
| 31       | 1995-97   | varie    | Italia     | Francia          | Francia          |
| 32       | 1999-2000 | varie    | Romania    | Spagna           | Georgia          |
| 33       | 2000-01   | varie    | Georgia    | Romania          | Russia           |
| 34       | 2001-02   | varie    | Romania    | Georgia          | Russia           |
| 35       | 2002-04   | varie    | Portogallo | Romania          | Georgia          |
| 36       | 2004-06   | varie    | Romania    | Georgia          | Portogallo       |
| 37       | 2006-08   | varie    | Georgia    | Russia           | Romania          |
| 38       | 2008-09   | varie    | Georgia    | Russia           | Portogallo       |
| 39       | 2009-10   | varie    | Romania    | Georgia          | Russia           |
| 40       | 2010-11   | varie    | Georgia    | Romania          | Portogallo       |
| 41       | 2011-12   | varie    | Georgia    | Spagna           | Romania          |
| 42       | 2012-13   | varie    | Georgia    | Romania          | Russia           |
| 43       | 2013-14   | varie    | Georgia    | Romania          | Russia           |
| 44       | 2014-15   | varie    | Georgia    | Romania          | Spagna           |
| 45       | 2015-16   | varie    | Georgia    | Romania          | Russia           |
| 46       | 2016-17   | varie    | Romania    | Georgia          | Spagna           |
| 47       | 2017-18   | varie    | Georgia    | Russia           | Germania         |
| 48       | 2018-19   | varie    | Georgia    | Spagna           | Romania          |
| 49       | 2019-20   | varie    | Georgia    | Spagna           | Romania          |
| 50       | 2020-21   | varie    | Georgia    | Romania          | Portogallo       |
| 51       | 2021-22   | varie    | Georgia    | Romania          | Spagna           |
| 52       | 2022-23   | varie    | Georgia    | Portogallo       | Romania          |
| 53       | 2023-24   | varie    | Georgia    | Portogallo       | Spagna           |
| 54       | 2024-25   | varie    | Georgia    | Spagna           | Romania          |

### Vittorie per nazionale
| Squadra    | Vittorie  | Edizioni |
| 1936-1999  | 1936-1999 | 1936-1999 |
| ---------- | --------- | --- |
| Francia    | 25        | 1936 · 1937 · 1938 · 1952 · 1954 · 1965-66 · 1966-67 · 1967-68 · 1969-70 · 1970-71 1971-72 · 1972-73 · 1973-74 · 1975-76 · 1977-78 · 1978-79 · 1979-80 · 1981-82 · 1983-84 · 1984-85 1985-87 · 1987-89 · 1989-90 · 1990-92 · 1992-94 |
| Romania    | 5         | 1968-69 · 1974-75 · 1976-77 · 1980-81 · 1982-83 |
| Italia     | 1         | 1995-97 |
| Dal 1999   |           | |
| Georgia    | 17        | 2000-01, 2006-08, 2009, 2011, 2012, 2013, 2014, 2015, 2016, 2018 2019, 2020, 2021, 2022, 2023, 2024, 2025 |
| Romania    | 5         | 1999-2000 · 2001-02 · 2004-06 · 2010 · 2017 |
| Portogallo | 1         | 2002-04 |